# 山西派

1925年の中国。ピンクが山西派の支配地域

山西派（さんせいは、晋系とも）は、中華民国の北洋軍閥の派閥の1つ。代表人物として閻錫山、傅作義などがいる。20世紀前半に山西省を38年の長期に及び統治した。

## 概要
辛亥革命においては、閻錫山は革命派に属し山西省の軍政両権を握った後、袁世凱によって山西都督に任命された。袁の死後の北京政府とは不即不離の関係を保ち、「保境安民」（山西モンロー主義）を唱えて、鉄道建設、教育機関の充実などの内政に力を入れ、豊富な資源を利用して工業化を進め、山西省を模範省に育てた。
閻錫山は段祺瑞と親しい仲だったが、段祺瑞の安徽派に加わらなかった。彼は国が直面していた様々な内戦で中立を保ったが、1927年に奉天派が、北伐に抵抗できない閻錫山に最後通達を発したため、閻錫山は国民革命軍に加わって、北京から奉天派を襲撃した。報酬として、蔣介石は山西派の領土を山東省まで広げさせた。だが蔣介石の軍閥の兵力の削減と、蔣介石への権力集中に不満を持つ山西派は、新広西派の李宗仁、西北派の馮玉祥などと共に中原大戦を始めたが、旧奉天派の張学良が蔣介石に協力したため敗北した。日中戦争後、国共内戦が勃発すると、閻錫山は国民党側で参戦したが、山西省の大部分を占領した旧日本陸軍の攻撃でかなり衰弱していた。1949年に人民解放軍の攻勢で太原が包囲されると、閻錫山は山西省を防御できずに台湾に脱出したため、山西派は消滅した。